# Cinémathèque nationale italienne
La Cinémathèque nationale italienne (Cineteca Nazionale) est une cinémathèque créée en 1949 (Loi n° 1213/65 et Loi n° 153/95), servant de dépôt légal et dont la mission est de collecter, conserver et diffuser les productions du cinéma italien.
C’est la seule cinémathèque de films italiens bénéficiant du dépôt obligatoire de tous les films produits ou coproduits en Italie et inscrits au registre public cinématographique de la SIAE.

## Fonds
Créée en 1949, la Cinémathèque nationale a son siège à Rome et conserve depuis lors tous les films sortis de nationalité italienne. Elle possède 80 000 films, 600 000 photos et 50 000 affiches. Elle a aussi comme activité la restauration d’œuvres importantes et la collaboration avec des institutions étrangères pour la distribution des films italiens aux différents festivals et événements dans le monde. 
Actuellement, elle s’occupe de la programmation du Cinema Trevi - Alberto Sordi de Rome. La cinémathèque est hébergée par le Centre expérimental du cinéma de Rome, 1524 Via Tuscolana.
Son patrimoine comporte environ 45 000 films, y compris toutes les productions du Centre expérimental du cinéma.
En outre, la cinémathèque détient plusieurs milliers de films étrangers acquis lors d’échanges avec d’autres cinémathèques membres de la Fédération internationale des archives du film (FIAF).
La cinémathèque accueille également, dans son fonds photographique et d’affiches, une collection de 600 000 photos et 50 000 affiches, ainsi que la collection de l’«Associazione Italiana per le Ricerche di Storia del Cinema» (AIRSC).
En janvier 2003, elle a ouvert à Rome une salle, le Cinema Trevi - Alberto Sordi (25 vicolo del Puttarello), pour permettre la projection au public de films provenant de ses archives ou d’autres cinémathèques.

## Source de la traduction
- (it) Cet article est partiellement ou en totalité issu de l’article de Wikipédia en italien intitulé « Cineteca Nazionale » (voir la liste des auteurs).